# The Art of Control
Art of Control is het achtste studioalbum van de Engelse singer-songwriter Peter Frampton. Het album werd op 3 augustus 1982 door A&M Records uitgebracht. Dit is zijn laatste album voor hij ontslagen werd door A&M Records. In 2008 werd het album op cd uitgegeven.

## Tracklist
Alle muziek en teksten zijn geschreven door Peter Frampton en Mark Goldenberg. 
| Nr. | Titel           | Duur |
| --- | --------------- | ---- |
| 1.  | I Read the News | 4:00 |
| 2.  | Sleepwalk       | 4:35 |
| 3.  | Save Me         | 3:46 |
| 4.  | Back to Eden    | 4:46 |

| 1.                 | An Eye for an Eye    | 3:50 |
| 2.                 | Don't Think About Me | 3:42 |
| 3.                 | Heart in the Fire    | 4:27 |
| 4.                 | Here Comes Caroline  | 3:40 |
| 5.                 | Barbara's Vacation   | 3:16 |
| Totale duur: 36:07 |                      |      |

## Bezetting
- Peter Frampton - gitaar, keyboard, synthesizer, zang
- Mark Goldenberg - gitaar, achtergrondzang
- John Regan - basgitaar
- Harry Stinson - drums
- Eddie Kramer - achtergrondzang
- Ian Lloyd - achtergrondzang
- John Dworkow - achtergrondzang